# Markaz al Wāḩāt ad Dākhilah
Markaz al Wāḩāt ad Dākhilah (arabiska: مركز الواحات الداخلة, مركز الداخلة) är en region i Egypten.   Den ligger i guvernementet Al-Wadi al-Jadid, i den sydvästra delen av landet, 800 km sydväst om huvudstaden Kairo.